# Audun Lysbakken

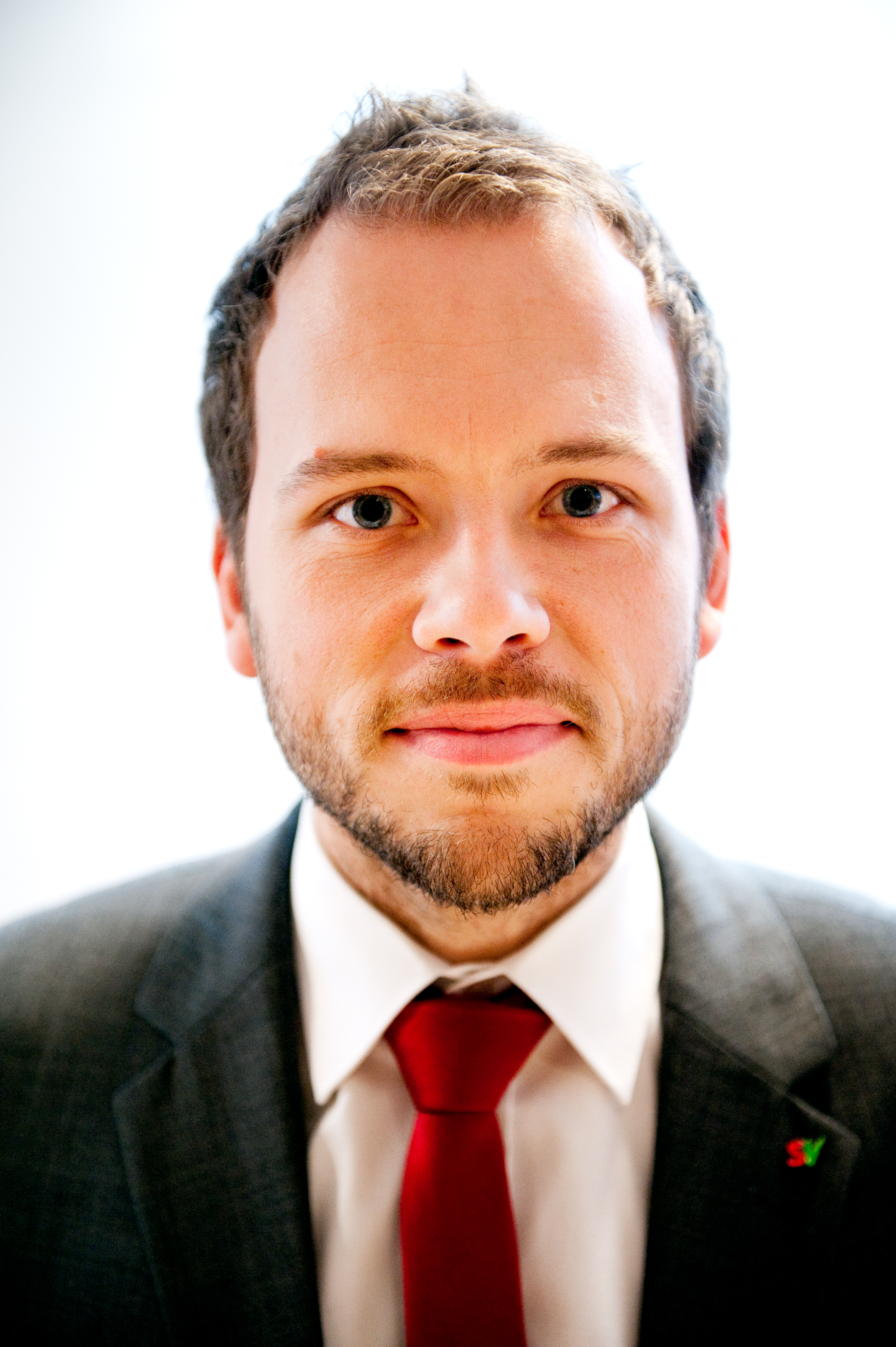
Audun Lysbakken

Audun Bjørlo Lysbakken, född 30 september 1977 i Bergen, är en norsk politiker från Sosialistisk Venstreparti. Lysbakken var stortingsledamot för Hordaland 2001–2005 och är det ånyo sedan 2009.
Lysbakken var barn-, jämställdhets- och integrationsminister i Regeringen Stoltenberg II från 20 oktober 2009 till 5 mars 2012. Mellan mars 2012 och mars 2023 var han partiledare för Sosialistisk Venstreparti.